# Landschaftsschutzgebiet Großes Meer und Umgebung (LSG EMD 00001)
Das Landschaftsschutzgebiet Großes Meer und Umgebung, auch als Landschaftsschutzgebiet Marienwehr bezeichnet ist ein Landschaftsschutzgebiet auf dem Gebiet der Kreisfreien Stadt Emden im Nordwesten des Bundeslandes Niedersachsen. Es trägt die Nummer LSG EMD 00001. Als untere Naturschutzbehörde ist die Stadt Emden für das Gebiet zuständig.

## Beschreibung des Gebiets
Das 1972 ausgewiesene Landschaftsschutzgebiet umfasst eine Fläche von 2,72 Quadratkilometern und liegt am nördlichen Stadtrand von Emden auf den Marienwehrer Meeden. Es grenzt an die Hieve und den Ems-Jade-Kanal. Das Landschaftsschutzgebiet besteht zum Großteil aus artenreichem Grünland in zumeist traditioneller Weidewirtschaft. Gräben und zahlreiche Kleingewässern gliedern das Gebiet, das einen besonderen Artenreichtum an Wiesenvögeln, Amphibien und Libellen aufweist. Der Landschaftscharakter der Meeden wird zudem durch eine sehr kleinparzellierte, einer seit über 300 Jahren fast unveränderten Fluraufteilung geprägt.